# Galáxia em anel

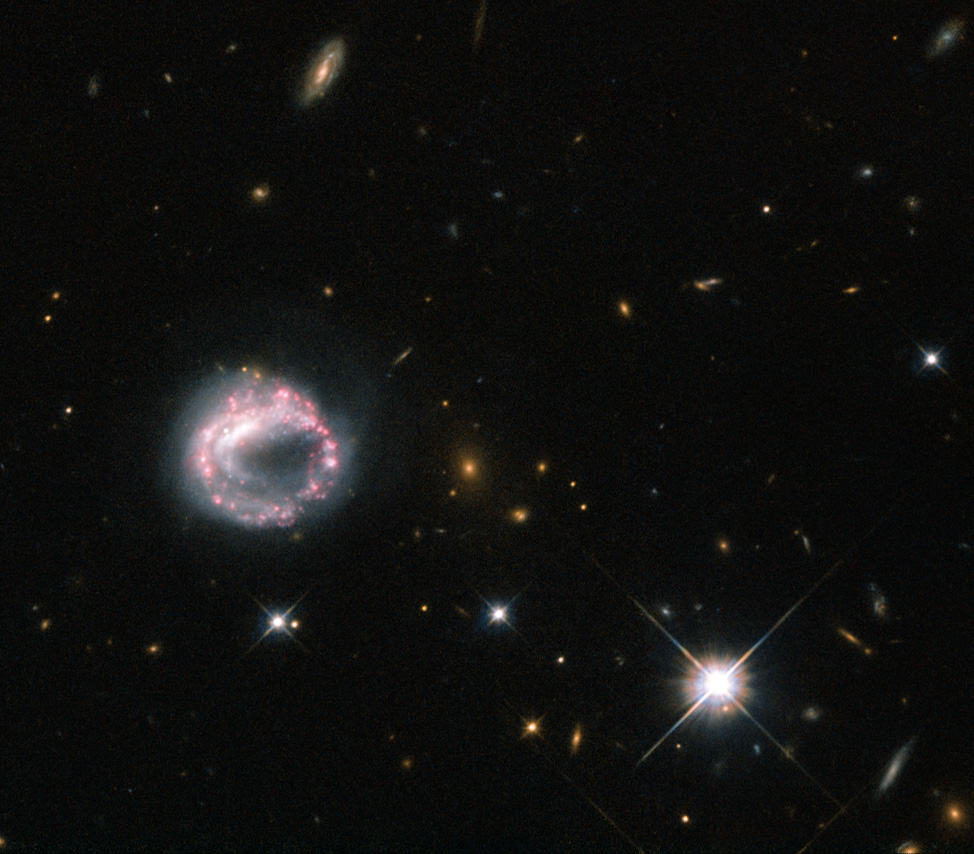
Galáxia em Anel - Zw II 28

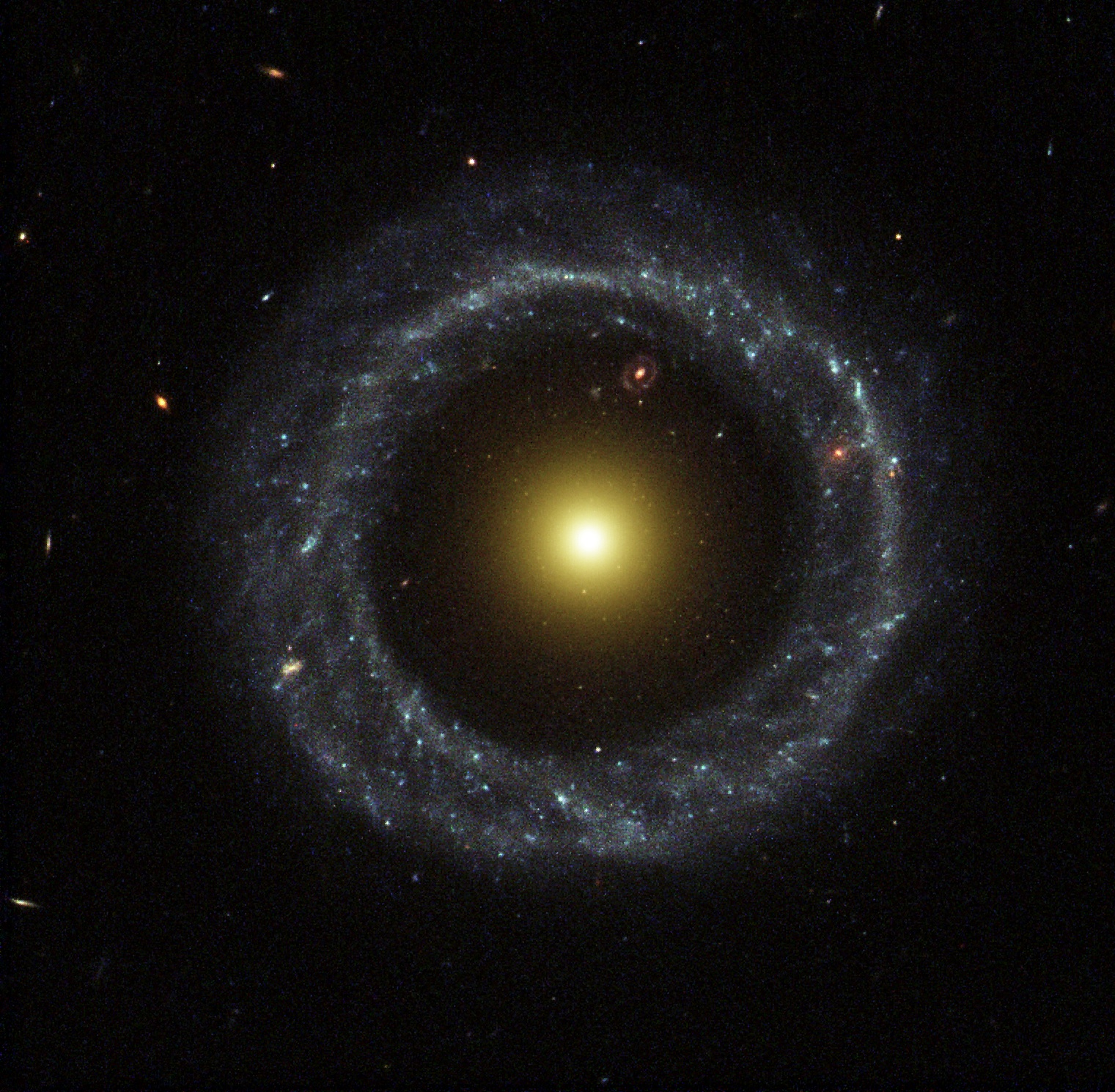
Objeto de Hoag, uma galáxia em anel. Uma outra galáxia em anel vermelha pode ser vista atrás dela.

Uma galáxia em anel é uma galáxia com uma aparência circular. O objeto de Hoag, descoberto por Art Hoag em 1950 é um exemplo de uma galáxia em anel.
O anel contém muitas estrelas azuis relativamente jovens e massivas que são extremamente brilhantes. A região central contém matéria pouco luminosa. Alguns astrônomos acreditam que galáxias em anel são formadas quando uma galáxia menor passa pelo centro de uma galáxia maior. Como a maior parte da galáxia consiste de espaço vazio, esta colisão raramente resulta em colisões entre estrelas. Entretanto, a perturbação gravitacional causada por este evento causaria uma onda de formação de estrelas percorrendo a galáxia maior. Outros astrônomos pensam que os aneis são formados em torno das galáxias quando ocorre acreção externa. A formação estelar então ocorreria com o material acretado.